# 孫富叡
孫富叡，又名孫世平，台灣劇作家、歌仔戲演員。
台北市東吳大學哲學系學士。
歌仔戲編劇作品有《孫悟空招親》、《烽火英雄劉銘傳》、《戰國風雲馬陵道》、《鬼駙馬》、《聚寶盆》、《白蛇傳》等。
話劇編劇作品有《暗戀桃花源》（2006年版，賴聲川總導演）等。
《孫悟空招親》和《烽火英雄劉銘傳》已由直屬台灣行政院文化建設委員會的國立傳統藝術中心出版影音光盤。
《戰國風雲馬陵道》、《聚寶盆》得到台灣國家文化藝術基金會專案獎助。
他的老師陳勝在是台灣資深歌仔戲丑角演員和編導。

## 外部連結
- 孫富叡〈凝聚師長智囊團助力〉